# Silvio Longobucco
Silvio Longobucco (né le 5 juin 1951 à Scalea dans la province de Cosenza en Calabre et mort dans la même ville le 2 avril 2022) est un joueur de football italien, qui évoluait en défense.

## Biographie
Durant sa carrière professionnelle qui dure de 1969 à 1983, Longobucco dit Ossobuco évolue dans quatre clubs différents. 
Il débute au Ternana Calcio, club avec lequel il joue 34 matchs en deux saisons. Il rejoint ensuite en 1971 le club de la Juventus avec lequel il dispute son premier match le 28 septembre 1971 lors d'une victoire 5-0 contre Marsa en C3. Il y reste jusqu'en 1975, avec à la clé trois scudetti (titre de champion d'Italie). Il est ensuite transféré au Cagliari Calcio, avec lequel il joue 172 matchs en sept saisons, jusqu'en 1982.
Il termine ensuite sa carrière durant la saison 1982-83 avec le club de sa province natale, le Cosenza Calcio 1914.

## Palmarès
Juventus
- Championnat d'Italie (3) :
  - Champion : 1971-72, 1972-73 et 1974-75.
  - Vice-champion : 1973-74.

- Coupe d'Italie :
  - Finaliste : 1972-73.

- Coupe des clubs champions :
  - Finaliste : 1972-73.